# Атанас Атанасов (футболист, р. 1969)
Вижте пояснителната страница за други личности с името Атанас Атанасов.
Атанас Атанасов (роден на 16 март 1969 г.), известен с прякора Орела, е бивш български футболист, защитник. След края на кариерата си работи като треньор по футбол.
Като състезател играе за Спартак (Варна), Монтана и Шумен. Приключва кариерата си на 28-годишна възраст заради тежка контузия.

## Биография

### Кариера като футболист
Атанасов започва да тренира футбол на 8-годишна възраст в школата на Спартак (Варна). През 1986 г. дебютира в първия състав на „соколите“ на 17-годишна възраст в мач срещу Марек (Дупница) за Купата на България. Впоследствие играе два сезона за дубъла на Спартак. Пробива в първия състав през 1990/91. За четири сезона изиграва 107 мача и бележи 16 гола – 56 мача с 8 гола в А група и 51 мача с 8 гола в Б група.

### Кариера като треньор
Бил е треньор на „Спартак“ (Плевен), „Спартак“ (Варна), „Калиакра“ (Каварна), „Янтра“ (Габрово), „Локомотив“ (Мездра), „Монтана“, ''Добруджа'' (Добрич). Бил е също така и треньор на тим по футзал.
В началото на 2011 година е обявен за селекционер на българския юношески отбор (родени 1993 година), до края на квалификационната кампания на тази генерация, като е избран за поста с конкурс, организиран от БФС.
Шампион на България с отбора на „Чавдар“ (Етрополе) в елитната юношеска група до 17 г. през сезон 2009/10. Бил е начело на юношеския национален отбор до 19-годишна възраст.
На 29.04.2019 г. поема тима на ФК Монтана, където остава до лятото на същата година.
На 01.12.2020 г. отново се завръща начело на Монтана. На 15 май 2021 г. се разделя по взаимно съгласие с отбора на Монтана.